# Jean Bazin (poète)
Pour les articles homonymes, voir Jean Bazin et Bazin.
Jean Bazin est un poète français né à Boulogne-Billancourt, en juillet 1951.

## Biographie
Après avoir vécu avec enthousiasme les événements de mai 68, c'est sur l'invitation de Jean Schuster auquel il venait d'adresser avec son ami et condisciple Jean-Michel Le Gallo (1949-2011) un premier recueil écrit à deux voix, que Jean Bazin rejoint en janvier 1971 le groupe réuni autour de la revue Coupure qui faisait suite à la dissolution du Surréalisme en tant que mouvement organisé. Il y côtoie notamment José Pierre, Gérard Legrand, Philippe Audoin, Claude Courtot, Jean-Claude Silbermann, ainsi que Giovanna et Jean-Michel Goutier. 
Avec ce dernier et Jean-Michel Le Gallo il crée le collectif d'édition « Le Récipiendaire » (neuf titres parus entre 1976 et 1978) qui s'achèvera par la publication en 1979 du volume collectif Discours. 
Entre 1979 et 1984 il participe aux côtés de Claude Courtot, Gilles Ghez, Christian d'Orgeix, Philippe Collage (1943-2007), Guy Roussille, Philippe Casella et Jean-Michel Le Gallo à la revue Ellébore, dirigée par Jean-Marc Debenedetti (1952-2009).
De 1968 à 1986, Jean Bazin a mené avec Jean-Michel Le Gallo une expérience singulière d'écriture en commun. L'ensemble des textes issus de cette période a été réédité en 2013 sous le titre Les lumières délavées ou l'Enfance contraire.
Après un long silence motivé par la cessation de toute activité collective sans laquelle pour lui il ne saurait y avoir d'activité authentiquement poétique, Jean Bazin, en publiant Figures de Proie, a renoué avec l'écriture.
Il est membre du secrétariat de rédaction des Cahiers Benjamin Péret.

## Œuvres
- Les Tours d'Ether, avec Jean-Michel Le Gallo, illustrations d'Ivan Tovar (Le Soleil noir, 1976).
- Le Hibou posthume suivi de L'Exigence primitive, avec Jean-Michel Le Gallo, illustrations de Théo Gerber (Le Récipiendaire, 1978).
- Figures de Proie, illustrations de Jean-Marc Debenedetti, préface de Claude Courtot (Le Grand Tamanoir, 2008).
- Les Lumières délavées ou l'enfance contraire, avec Jean-Michel Le Gallo, lettre préface de Jean Schuster, illustrations de Théo Gerber, Gilles Ghez, Lydia, Guy Roussille, Ivan Tovar, postface de Jérôme Duwa (l'Harmattan, 2013, collection Poètes des cinq continents).

## Ouvrages collectifs
- Discours (Plasma, 1979)[7]
- Les Paris imaginaires (Plasma, 1979)[8]
- Equivox (Ellébore, 1986)
- Lumières d'étoiles  (AKR, 2005)

## Quelques articles et études en revues
- Jean Schuster le flamboyant, poésie 1 n°51, printemps 2008[9]
- Guy Roussille ou la fureur de peindre (extraits d'une communication faite à la Halle Saint Pierre dans le cadre des conférences de l'Association pour la recherche sur le surréalisme), Cahiers Benjamin Péret n°3, septembre 2014[10]
- L'autoportrait et son double. Les vies imaginaires de Gilles Ghez (Catalogue de l'exposition Gilles Ghez "Tu es moi", Villa Tamaris, Centre d'art La Seyne surMer 2015), Cahiers Benjamin Péret n°4, septembre 2015[11]
- Entrée des figurants, avec Jérôme Duwa, Cahiers Benjamin Péret n° 4, septembre 2015[12]

## Pour approfondir